# Tephritis admissa
Tephritis admissa är en tvåvingeart som beskrevs av Erich Martin Hering 1961. Tephritis admissa ingår i släktet Tephritis och familjen borrflugor.
Artens utbredningsområde är Afghanistan. Inga underarter finns listade i Catalogue of Life.